# Трифенилфосфат
Трифенилфосфат (трифениловый эфир фосфорной кислоты) — органическое соединение с формулой (C6H5O)3PO являющееся сложным эфиром ортофосфорной кислоты и фенола. При нормальных условиях представляет собой мягкое легкоплавкое кристаллическое вещество белого цвета. Нашел широкое применение в качестве добавки — антипирена и пластификатора при производстве полимеров.

## Получение
Трифенилфосфат получают путём взаимодействия фенола с хлорокисью фосфата с применением катализаторов (галагенидов металлов). При этом образующийся в результате реакции хлороводород удаляют с помощью вакуумирования.

## Применение
Широко применяется в производстве различных полимеров как пластифицирующая и антипиренная добавка. Придает свойства трудногорючести пластмассам. Является пластификатором нитролаков и эмалей, а также лаков для ногтей. 

### Ограничения по использованию
В настоящее время трифенилфосфат не используется для производства полимерных изделий, контактирующих с продуктами питания (из-за токсичности продуктов его разложения – фенола и пентаоксида фосфора), для этих целей вытесняется нетоксичным дибутилсебацинатом.

## Токсичность
Обладает слабовыраженным токсическим действием. Длительный контакт с кожей вызывает раздражение. У некоторых людей отмечаются аллергические реакции.